# 164 (numero)
Centosessantaquattro è il numero naturale dopo il 163 e prima del 165.

## Proprietà matematiche
- È un numero pari.
- È un numero composto da 6 divisori: 1, 2, 4, 41, 82, 164. Poiché la somma dei suoi divisori (escluso il numero stesso) è 130 < 164, è un numero difettivo.
- È parte delle terne pitagoriche (36, 160, 164), (123, 164, 205), (164, 1677, 1685), (164, 3360, 3364), (164, 6723, 6725).
- È un numero palindromo nel sistema posizionale a base 3 (20002), a base 7 (323) e in quello a base 9 (202).
- È un numero odioso.
- È un numero congruente.

## Astronomia
- 164P/Christensen è una cometa nel nostro sistema solare.
- 164 Eva è un asteroide nel nostro sistema solare.
- NGC 164 è una galassia della costellazione dei Pesci.

## Astronautica
- Cosmos 164 è un satellite artificiale russo.